# ニシ浜

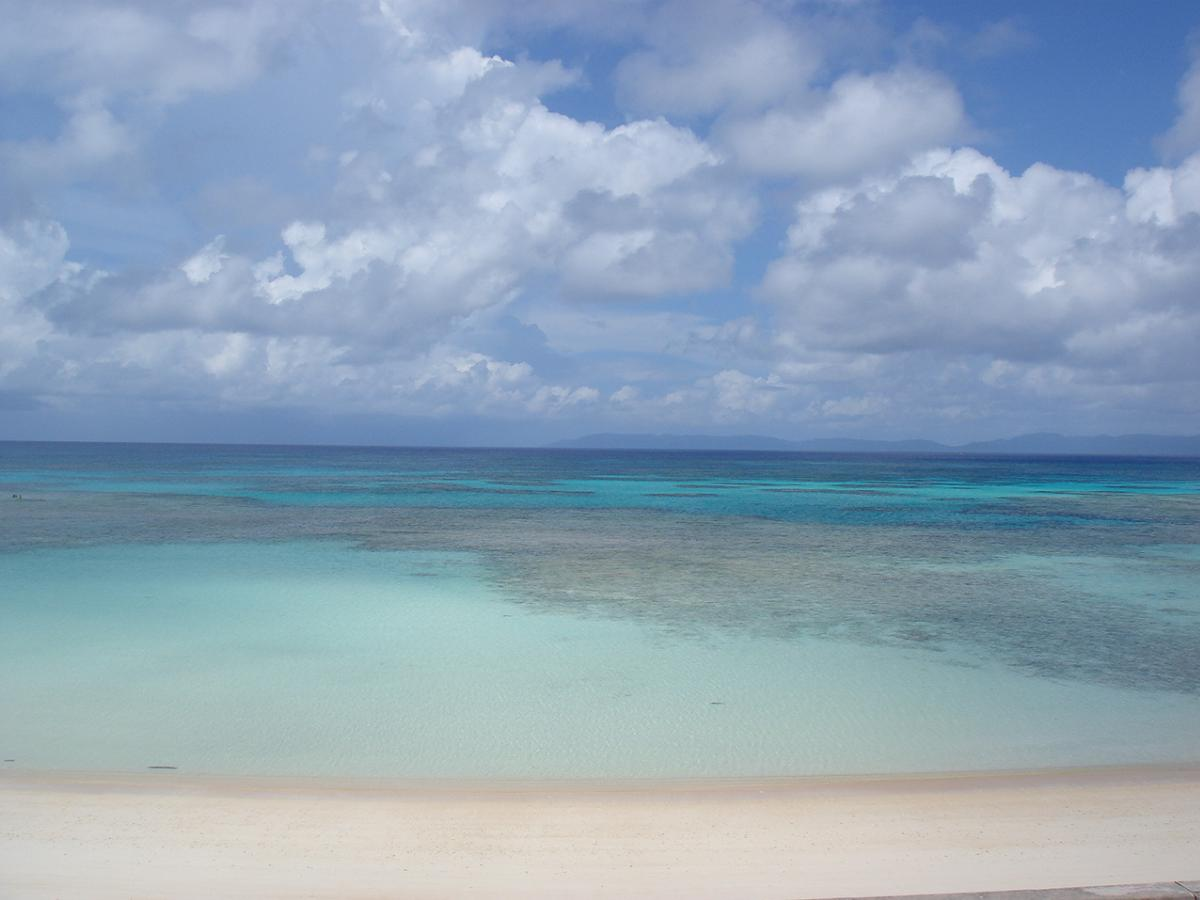
ニシ浜

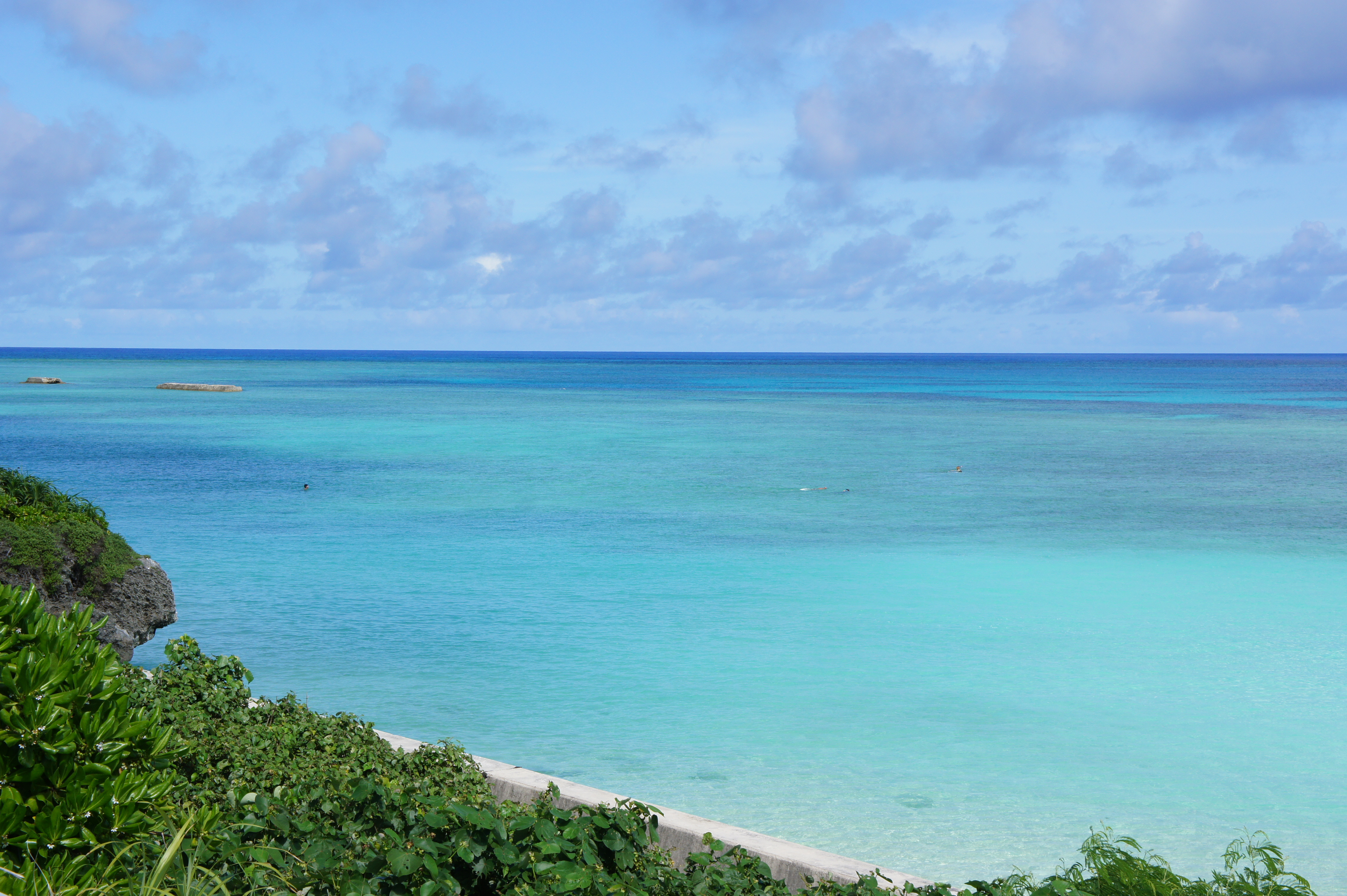
ニシ浜（遠望）

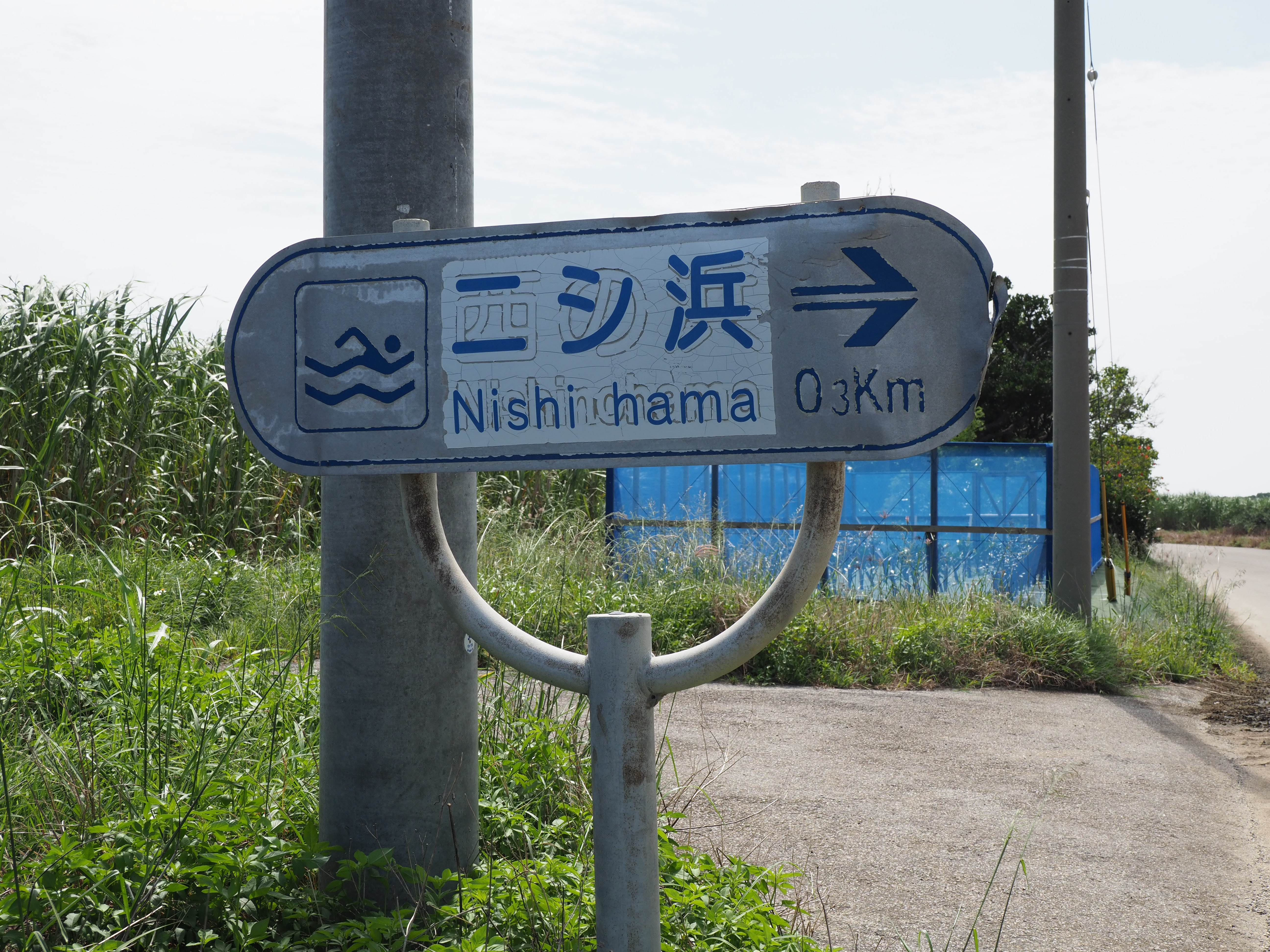
「ニシ浜」の標識。「西の浜」の字を塗りつぶした跡が分かる。

ニシ浜（ニシはま、北浜）は、沖縄県八重山郡竹富町の波照間島北部にある海岸である。

## 概要
「ニシ浜」の「ニシ」とは八重山方言で「北」の意味であり、島の北部にあることから名付けられた。しかし、「ニシ」が「西」と混同されて西浜と表記されることもある。なお、ニシ浜の南側に隣接してペー浜があるが、「ペー」は「南」を意味し、漢字では南浜と書く。
竹富町の指定海水浴場ではなく、監視員も配置されていない。2019年5月11日には、公益社団法人琉球水難救済会の波照間救難所が開所している。
シャワー、トイレ、ベンチはあるが、売店はない。

## 評価
トリップアドバイザーによる2020年の「日本人に人気の水辺ランキング」ビーチ編で7位に選ばれている。また、同社による「日本のベストビーチ トップ10」では、2019年には6位、2018年には3位、2017年には1位であった。2016年の「日本のベストビーチランキング」、2015年の「世界のベストビーチ」国内ランキングではそれぞれ2位、2014年の「世界のベストビーチ」国内ランキングでは4位に選ばれている。

## 事故・事件
観光客の増加等に伴い、水難事故が増加している。主なものは以下のとおり。
- 2006年5月17日 - 横浜市の修学旅行生2名が離岸流とみられる潮流で沖に流され死亡[15][16][17]。
- 2014年7月19日 - 観光客とみられる男性が死亡[4]。
- 2015年 - 9歳の女児が溺れる事故が発生[5]。
- 2016年6月 - 5歳の男児がシュノーケリング中に溺れたが、心肺蘇生で助かる[18]。
- 2018年8月30日 - ニシ浜でシュノーケリング中に行方不明になった観光客の女性が、波照間港の北約1.5km沖合で意識不明の状態で発見され、死亡が確認される[19][20]。
- 2019年4月28日 - 沖合でシュノーケリングをしていた女性観光客が溺れ、カヌーで救助されたものの死亡[6][21]。

また、2000年10月30日には旅行者の女性が島外出身の男にニシ浜の更衣室で殺害される事件が発生している。

## アクセス
- 波照間港旅客ターミナルから徒歩10分[7]。